# Xã White, Quận Indiana, Pennsylvania
Xã White (tiếng Anh: White Township) là một xã thuộc quận Indiana, tiểu bang Pennsylvania, Hoa Kỳ. Năm 2010, dân số của xã này là 15.821 người.